# Helmut Schön
Helmut Schön (Dresden, 15 september 1915 – Wiesbaden, 23 februari 1996) was een Duits profvoetballer en voetbaltrainer. Schön maakte tijdens zijn carrière als profvoetballer en voetbaltrainer vier tijdperken van Duitsland mee (Weimarrepubliek, Nazi-Duitsland, Duitse bezettingzones, West-Duitsland).

## Spelerscarrière

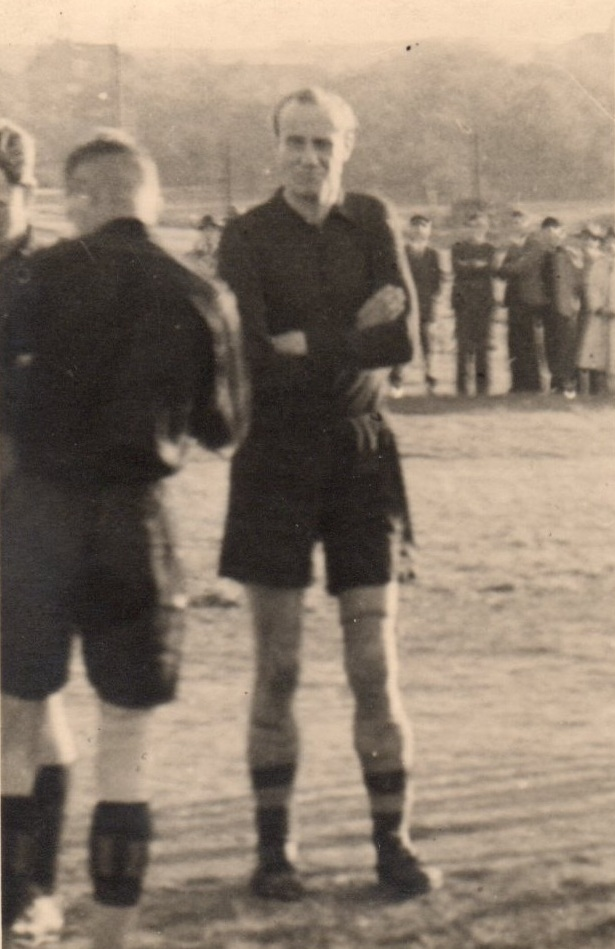
Helmut Schön in 1946

Als speler was Schön actief voor Dresdner Sportclub, Dresden-Friedrichstadt, FC St. Pauli en Hertha BSC. In de oorlogsjaren 1943 en 1944 won hij het Deutsche Fußballmeisterschaft, in 1941 en 1942 won hij de Tschammerpokal (voorloper DFB-Pokal). De voorhoedespeler speelde tussen 1937 en 1941 zestien interlands voor Nazi-Duitsdland en maakte daarin 17 doelpunten. Nog altijd is Schön van de voetballers met minstens tien interlands na Gerd Müller de speler met het hoogste doelgemiddelde (1,06).

## Trainerscarrière
Na de Tweede Wereldoorlog begon Schön zijn trainerscarrière in de Sovjet-bezettingszone in Duitsland. Nadat zijn vereniging Dresden-Friedrichstadt door het DDR-regime in 1950 was opgeheven, vertrok Schön met tien medespelers naar Hertha BSC in West-Berlijn, waar hij trainer werd. Tussen 1952 en 1956 was hij bondscoach van Saarland. Sepp Herberger haalde hem vervolgens als assistent bij West-Duitsland, waar hij in november 1964 de eindverantwoording kreeg. Onder leiding van Schön werd West-Duitsland tweede op het WK van 1966, derde op het WK van 1970, won hij het EK van 1972, won hij het WK van 1974 en werd tweede op het EK van 1976. Zijn laatste grote toernooi was het WK van 1978 met West-Duitsland, waar de ploeg strandde in de groepsronde. Tijdens zijn veertien jaar als bondscoach behaalde hij 87 overwinningen en 30 gelijke spelen in 139 interlands. Hij houdt het record voor de meeste interlands (25) op een WK, evenals de meeste overwinningen (16). Schön werd tevens de eerste trainer die zowel Europees als wereldkampioen werd.

## Overlijden
In 1996 overleed Schön op 80-jarige leeftijd aan de gevolgen van Alzheimer.

## Erelijst
Als speler
 Dresdner Sportclub
- Deutsche Fußballmeisterschaft: 1942/43, 1943/44
- Tschammerpokal: 1941, 1942

Als trainer
 West-Duitsland
- FIFA WK: 1974
- UEFA EK: 1972

Individueel als trainer
- World Soccer Grootste Trainer Aller Tijden (plek 22): 2013

1 Maier ·
2 Höttges ·
3 Breitner ·
4 Schwarzenbeck ·
5 Beckenbauer  ·
6 Wimmer ·
7 Grabowski ·
8 Hoeneß ·
9 Heynckes ·
10 Netzer ·
11 E. Kremers ·
13 Müller ·
14 Vogts ·
15 Bonhof ·
16 Bella ·
17 Löhr ·
18 Köppel ·
22 Kleff ·
Coach: Schön
1 Maier ·
2 Vogts ·
3 Breitner ·
4 Schwarzenbeck ·
5 Beckenbauer  ·
6 Höttges ·
7 Wimmer ·
8 Cullman ·
9 Grabowski ·
10 Netzer ·
11 Heynckes ·
12 Overath ·
13 Müller ·
14 Hoeneß ·
15 Flohe ·
16 Bonhof ·
17 Hölzenbein ·
18 Herzog ·
19 Kapellmann ·
20 Kremers ·
21 Nigbur ·
22 Kleff ·
Coach: Schön
1 Maier ·
2 Vogts  ·
3 Dietz ·
4 Rüssmann ·
5 Kaltz ·
6 Bonhof ·
7 Abramczik ·
8 Zimmermann ·
9 Fischer ·
10 Flohe ·
11 Rummenigge ·
12 Schwarzenbeck ·
13 Konopka ·
14 D. Müller ·
15 Beer ·
16 Cullmann ·
17 Hölzenbein ·
18 Zewe ·
19 Worm ·
20 H. Müller ·
21 Kargus ·
22 Burdenski ·
Coach: Schön